# 伊予大洲駅
伊予大洲駅（いよおおずえき）は、愛媛県大洲市中村にある、四国旅客鉄道（JR四国）予讃線の駅である。駅名標のコメントは「おはなはんと鵜飼いの駅」。大洲市の中心駅で、全特急列車及び観光列車「伊予灘ものがたり」が停車する。
「愛ある伊予灘線」の愛称が付けられた伊予長浜経由の本線と、内子線経由の新線の分岐駅である。駅番号は愛ある伊予灘線がS18、新線がU14である。

## 歴史
- 1918年（大正7年）2月14日：愛媛鉄道の大洲駅（おおずえき）として開設[2]。当時の大洲駅は現在より東寄りの位置にあった[3]。
- 1933年（昭和8年）10月1日：愛媛鉄道が国有化され、愛媛線の駅となる[2]。同時に伊予大洲駅（いよおおずえき）に改称[2]。
- 1935年（昭和10年）10月6日：愛媛線が予讃本線に編入され、予讃本線の駅となる。駅舎を現在地に移転[4]。
- 1950年（昭和25年）3月20日：昭和天皇のお召し列車が5分間停車。駅前奉迎が行われた（昭和天皇の戦後巡幸）[5]。
- 1983年（昭和58年）11月16日：100kmまでの近距離乗車券、急行券、自由席特急券、入場券を発券出来る自動券売機が設置され、使用開始[6]。
- 1984年（昭和59年）2月1日：貨物扱廃止[2]。
- 1985年（昭和60年）3月14日：荷物扱い廃止[2]。
- 1986年（昭和61年）3月3日：新谷駅 - 当駅間開業。内子線内子駅 - 新谷駅間と合わせて短絡ルートが完成。特急・急行列車が内子駅経由に変更。
- 1987年（昭和62年）4月1日：国鉄分割民営化により、四国旅客鉄道の駅となる[2]。
- 1988年（昭和63年）6月1日：予讃本線が予讃線に改称され、予讃線の駅となる。
- 1994年（平成6年）6月10日：みどりの窓口を設置[7]。
- 2014年（平成26年）3月15日：予讃線伊予市駅 - 当駅間（伊予長浜駅経由）の線区愛称が「愛ある伊予灘線」となる。
- 2019年（平成31年）4月19日：大洲市により駅前に伊予大洲駅観光案内所が整備される。
- 2020年（令和2年）3月19日：この日をもって駅併設のワーププラザ（旅行代理店）の営業が終了。
- 2021年（令和3年）10月以降：みどりの券売機プラスの利用を開始[8]。みどりの窓口が営業を終了[8]。

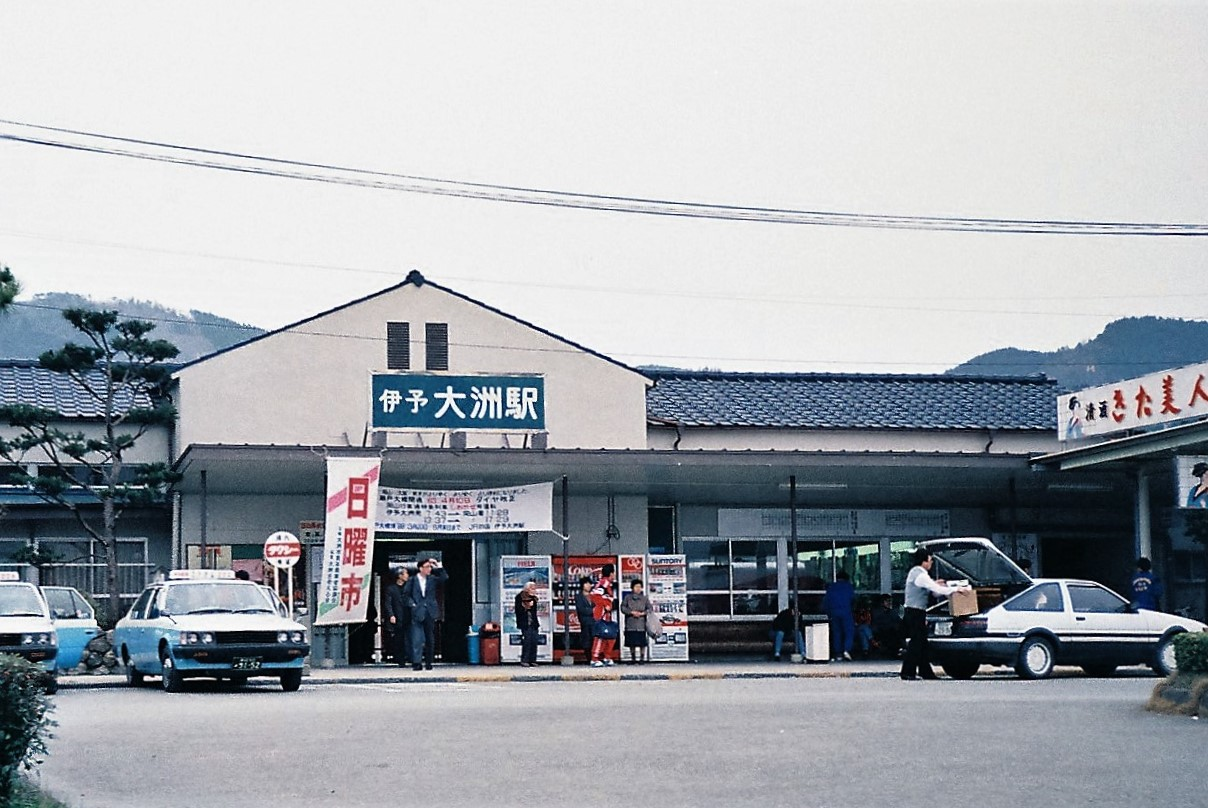
1988年当時の駅舎（1988年3月）
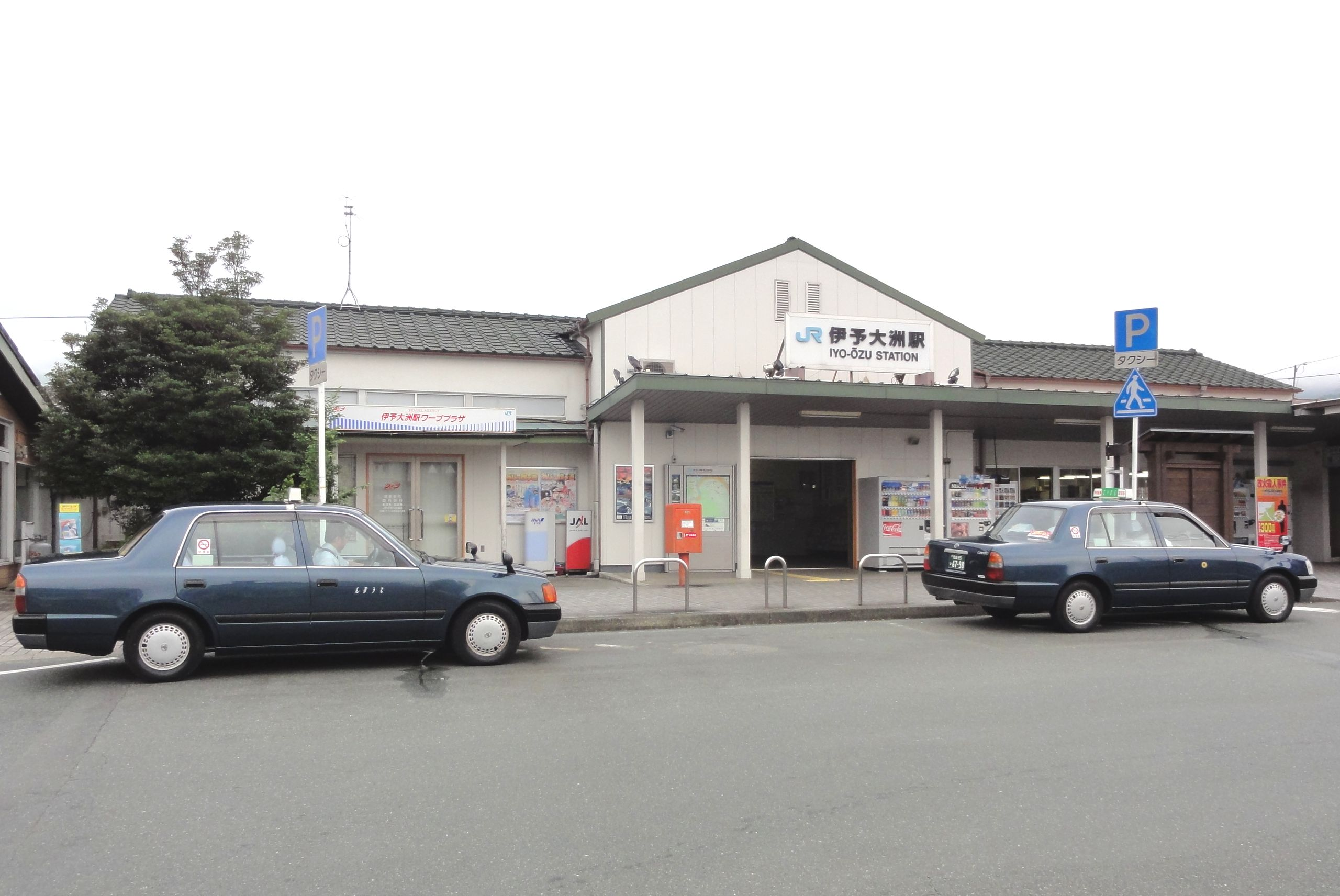
リニューアル前の駅舎（2011年9月）

## 駅構造
駅舎に接した単式ホーム1面1線と島式ホーム1面2線の、合計2面3線を有する地上駅。通票閉塞時代に当駅を通過する列車が存在したため、タブレット授受器が1、2番線にあった。ホーム同士は跨線橋で接続している。
特急「宇和海」は全て、宇和島方面が駅舎側の1番線から、松山方面が島式ホーム2番線から、それぞれ発着する。3番線は観光列車「伊予灘ものがたり」の他、普通のうち特急「宇和海」の待避及び当駅始発の列車が使用する。
八幡浜駅管理の直営駅であるが、早朝・夜間は改札も含めて無人となるため、その時間帯は特急列車を含めて到着列車の切符は車掌または運転士（ワンマン列車）が回収する。なお、従来からの近距離自動券売機に加え、みどりの窓口の廃止によりみどりの券売機プラスを新たに設置したことで、それまで営業時間外のため購入出来なかった指定席特急券・定期券などが早朝・夜間でも購入出来るようになった。
以前駅舎内には旅行センター「伊予大洲駅ワーププラザ」が、待合室にはキヨスクがあったが、共に閉店した。

### のりば
| のりば | 路線                          | 方向 | 行先                       | 備考           |
| ------ | ----------------------------- | ---- | -------------------------- | -------------- |
| 1      | ■予讃線                       | 下り | 八幡浜・卯之町・宇和島方面 |                |
| 2      | ■予讃線（内子線経由）         | 上り | 内子・松山・岡山方面       |                |
| 2      | ■予讃線（愛ある伊予灘線経由） | 上り | 伊予長浜・松山方面         |                |
| 3      | ■予讃線                       | 下り | 八幡浜・卯之町・宇和島方面 | 一部の普通のみ |
| 3      | ■予讃線（内子線経由）         | 上り | 内子・松山方面             | 一部の普通のみ |
| 3      | ■予讃線（愛ある伊予灘線経由） | 上り | 伊予長浜・松山方面         | 一部の普通のみ |

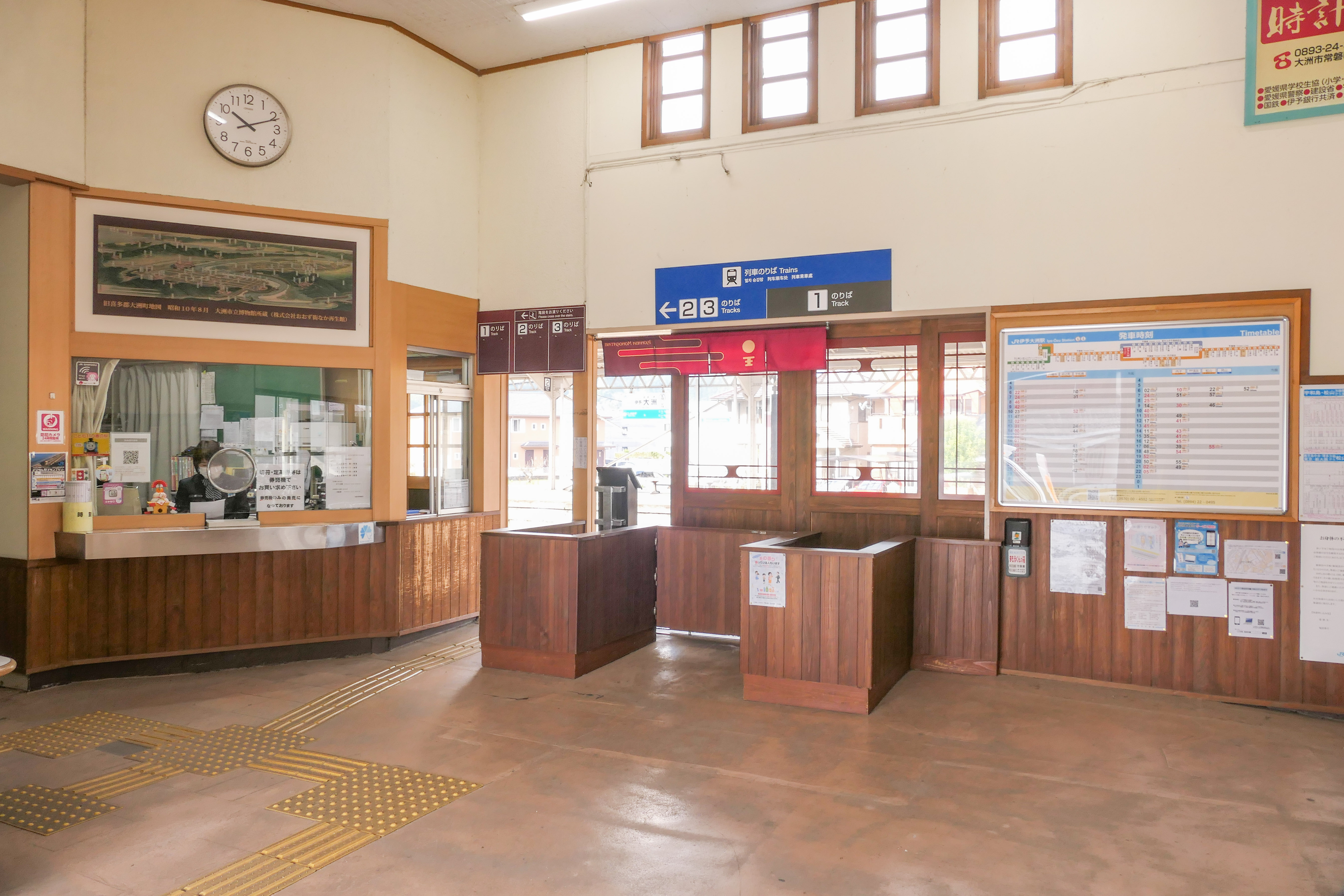
改札口（2025年1月）
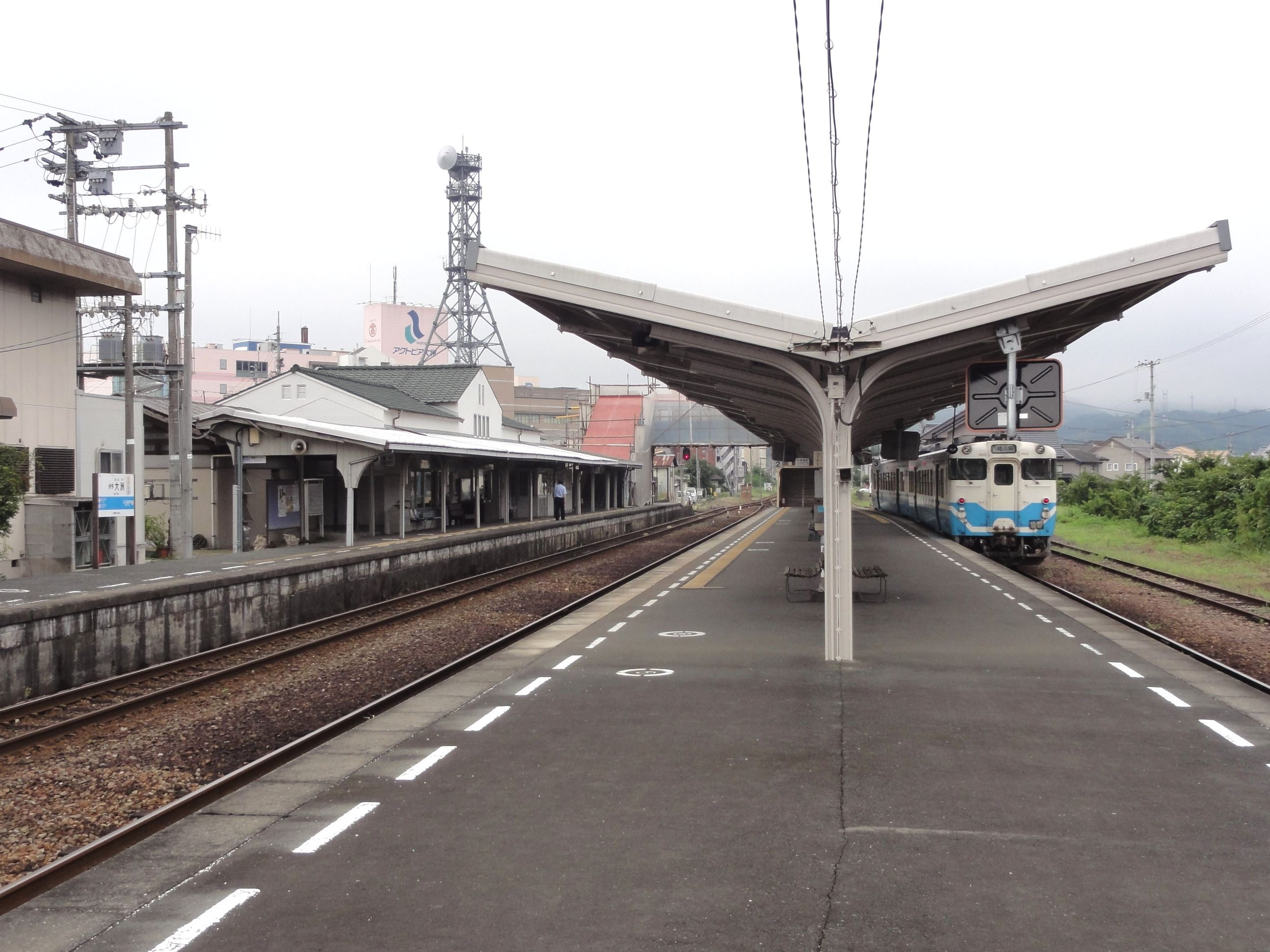
ホーム（2011年9月）
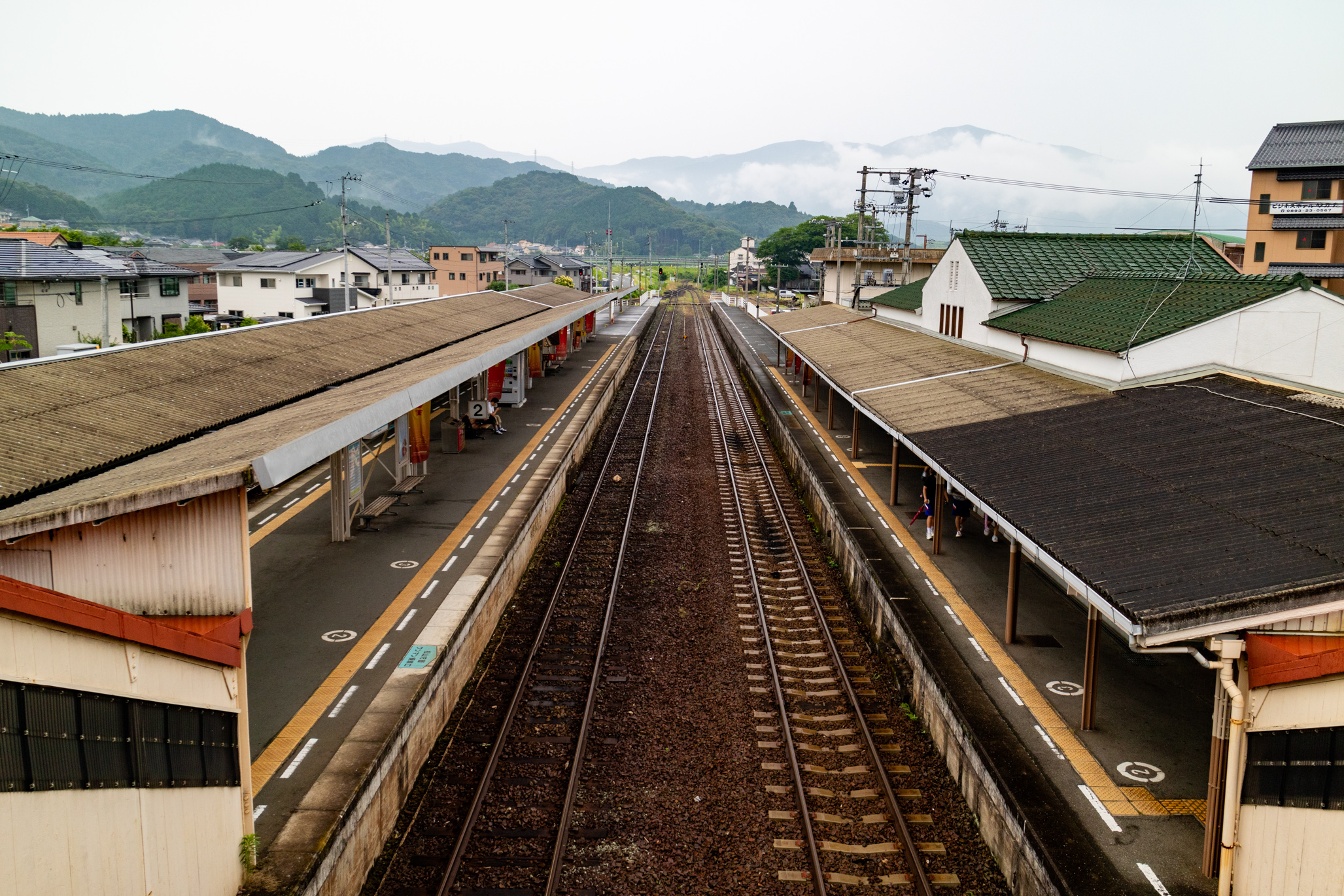
ホーム（2015年7月、跨線橋から）
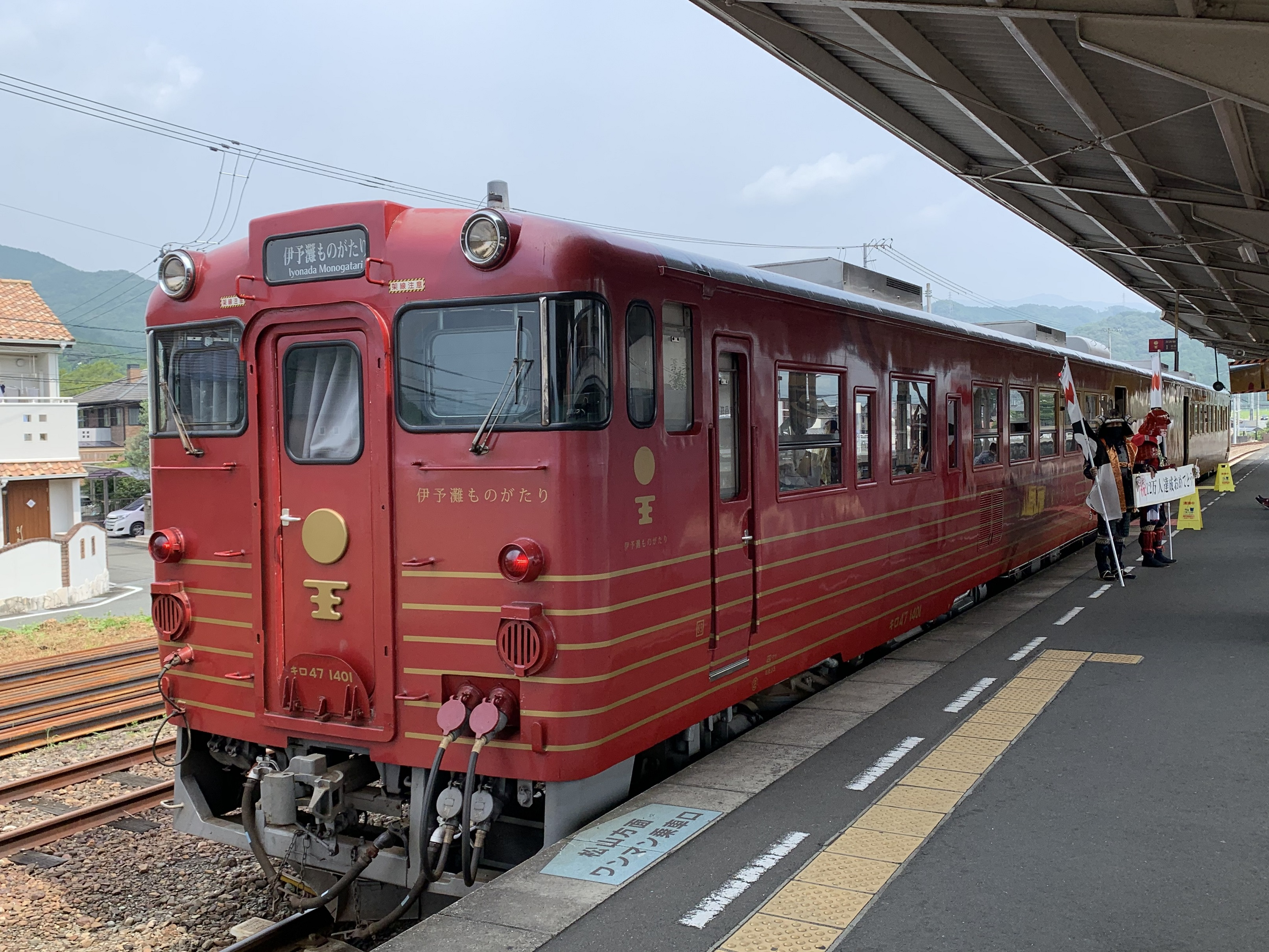
停車中の伊予灘ものがたり（2020年8月、初代車両）

## 利用状況
1日平均の乗車人員は以下の通り。
| 年度   | 1日平均 乗車人数 |
| ------ | ---------------- |
| 2000年 | 1,324            |
| 2001年 | 1,277            |
| 2002年 | 1,234            |
| 2003年 | 1,172            |
| 2004年 | 1,149            |
| 2005年 | 1,107            |
| 2006年 | 1,060            |
| 2007年 | 1,051            |
| 2008年 | 1,083            |
| 2009年 | 1,062            |
| 2010年 | 1,027            |
| 2011年 | 931              |
| 2012年 | 928              |
| 2013年 | 965              |

## 駅周辺
- 大洲市役所（徒歩20分）
- 伊予大洲駅観光案内所

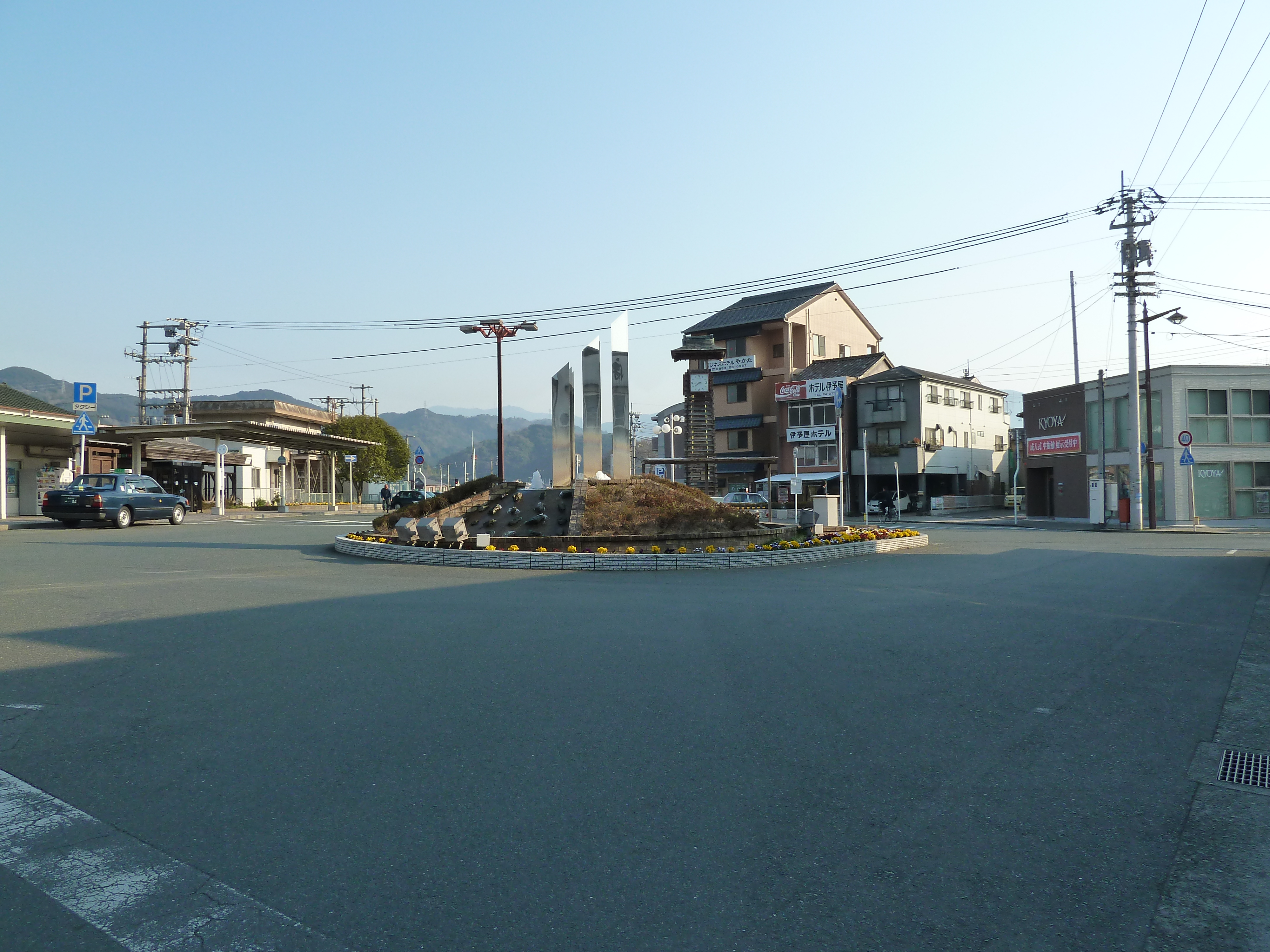
駅前ロータリー（2011年3月）

- アクトピア大洲（フジグラン大洲ほか、徒歩約5分）
- 木村チェーン 大洲店
- 国道56号
- 殿町・常磐町商店街
- 大洲若宮郵便局
- 愛媛新聞社大洲支局

## バス路線

### 路線バス
- 宇和島自動車
- 伊予鉄南予バス
- 肱南観光バス

### 都市間高速バス
松山エクスプレス号の運行区間短縮により伊予大洲駅への高速バスの立ち寄りはなくなった。
なお、以下の2路線が伊予大洲駅近くの営業所ないしバス停から発着している。
- 大阪・神戸 - 宇和島線（ウワジマエクスプレス、サラダエクスプレス）神戸三宮経由大阪行き - 宇和島自動車大洲営業所（大洲駅前案内所。伊予大洲駅から徒歩3分）から発着
- オレンジライナーえひめ号（伊予鉄バスなど）名古屋行き・大阪行き - 伊予鉄南予バス大洲営業所（西大洲駅の方が近い）・大洲本町（伊予大洲駅から徒歩約20分）から発着

### リムジンバス
- 肱南観光バス
  - 松山空港行

## 隣の駅
「宇和海」、「伊予灘ものがたり」の停車駅は各列車記事を参照のこと。
四国旅客鉄道（JR四国）
■予讃線（新線、内子方）
新谷駅 (U13) - （伊予若宮信号場） - 伊予大洲駅 (U14) - 西大洲駅 (U15)
■予讃線（愛ある伊予灘線、伊予長浜方）
五郎駅 (S17) - （伊予若宮信号場） - 伊予大洲駅 (S18) - 西大洲駅 (U15)